# Чорноморська міська рада
Чорномо́рська міська́ ра́да — орган місцевого самоврядування Чорноморської міської громади в Одеському районі Одеської області. Утворена 12 квітня 1973 року і до 17 липня 2020 року існувала як адміністративно-територіальна одиниця із міста обласного значення.

## Склад ради
Рада складається з 36 депутатів та голови.
- Голова ради: Хмельнюк Валерій Якович
- Секретар ради: Боровська Ольга Родіоновна

### Керівний склад попередніх скликань
| ПІБ                         | Основні відомості                                                       | Дата обрання | Дата звільнення |
| --------------------------- | ----------------------------------------------------------------------- | ------------ | --------------- |
| Хмельнюк Валерій Якович     | Міський голова, 1945 року народження, освіта вища, безпартійний         | 26.03.2006   | 31.10.2010      |
| Хмельнюк Валерій Якович     | Міський голова, 1945 року народження, освіта вища, член Партії регіонів | 31.10.2010   | 2015            |
| Хмельнюк Валерій Якович     | Міський голова                                                          | 2015         | 2020            |
| Гуляєв Василь Олександрович | Міський голова, 1963 року народження, освіта вища, безпартійний         | 25.10.2020   |                 |

Примітка: таблиця складена за даними джерела

### Депутати
За результатами місцевих виборів 2010 року депутатами ради стали:
За результатами місцевих виборів 2020 року депутатами ради стали 

#### За суб'єктами висування
| Суб'єкт висування                                  | Кількість обраних депутатів |
| -------------------------------------------------- | --------------------------- |
| Опозиційна платформа - За життя (заборонена судом) | 11                          |
| За Майбутнє                                        | 9                           |
| Довіряй Ділам                                      | 5                           |
| Слуга Народу                                       | 4                           |
| Європейська Солідарність                           | 3                           |
| Розумна Сила                                       | 3                           |
| Партія Шарія (заборонена судом)                    | 3                           |